# Франко-испанская война (1635—1659)
Франко-испанская война (фр. Guerre franco-espagnole) — война 1635—1659 годов между Францией и испанскими Габсбургами за господство в Европе. Являлась составной частью Тридцатилетней и Восьмидесятилетней войн.

## Причины
В 1635 году Франция, озабоченная успокоением положения в Германии, т. е. заключением Пражского мира между императором Фердинандом II и курфюрстом Саксонии Иоанном Георгом, решившим основные спорные вопросы между католиками и евангелистами, решила открыто выступить против Габсбургов. С этой целью был заключен союз с Республикой Соединенных провинций Нидерландов, что в конечном итоге помешало Испании вернуть себе северные Нидерланды. Более того, Ришелье взял на свое содержание всех немецких князей, недовольных положениями Пражского мира. Фактически Франция стремилась присоединить Эльзас. 

## Ход войны
Франция в 1635 году объявила войну Испании. Основные сражения проходили в приграничных областях в Пиренеях, во Фландрии, а также на море. Для французов участие в войне стало школой, в которой они изучали военные усовершенствования сражающихся сторон, пока, наконец, 19 мая 1643 года в битве при Рокруа не разгромили ранее считавшуюся непобеждённой испанскую армию. По мере продолжения войны имперские силы слабели, что побудило враждующие стороны заключить в 1648 году Вестфальский мир. 
Несмотря на то, что война между Испанией и Нидерландами закончилась Мюнстерским договором от 15 мая 1648 года, война между Испанией и Францией продолжалась, тем более что в том же 1648 году во Франции произошло восстание дворянства или Фронда против кардинала Мазарини. В этой ситуации испанцы увидели возможность вернуть себе Ланс. 20 августа 1648 года там произошло сражение, в котором вновь победили французы. В 1654 году на стороне Франции выступила Англия. 
Французские войска возглавил Анри де Тюренн, разгромивший испанцев в битве при Аррасе (25 августа 1654 г.). В июле 1656 года при Валансьене французы потерпели поражение, но решающее сражение произошло у Дюнкерка 14 июня 1658 года, также известное как Битва в дюнах, в которой войска испанцев, которыми руководили Хуан Австрийский Младший и принц Конде, потерпели поражение от франко-английских войск под командованием Тюренна. Причиной поражения стали несогласованные действия между Хуаном Австрийским, который поторопился с атакой, и Конде.

## Результаты

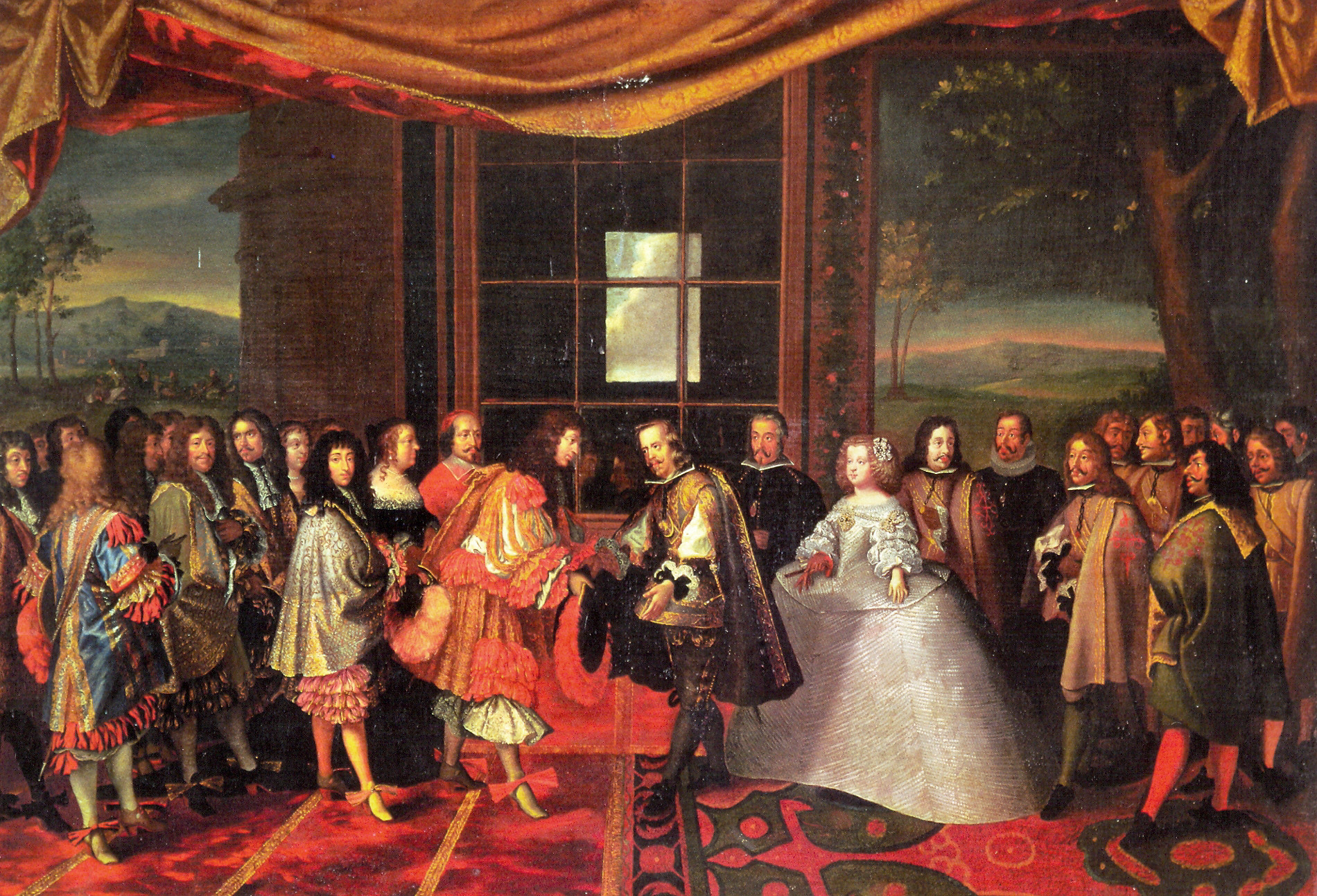
Встреча Людовика XIV и Филиппа IV при подписании Пиренейского мира

7 ноября 1659 года на острове Фазанов на реке Бидасоа, по которой проходила граница Франции и Испании, был подписан Пиренейский мир, по которому Франции отходили части Артуа, Люксембурга и Фландрии, а также северная часть Каталонии, называемая во Франции Руссильоном. Англии достался Дюнкерк. Также в знак мирных намерений дочь короля Испании Филиппа IV и Изабеллы Французской Мария Терезия Испанская была обручена с французским королём Людовиком XIV, а свадьба состоялась в июне 1660 года. Испания впоследствии не смогла выплатить приданое, что дало повод Людовику XIV начать Деволюционную войну.
Франко-испанская война привела к доминированию Франции на континенте и снижению роли Испании как великой державы в Европе.

Территории, отошедшие к Франции и Англии по результатам войны